# Colin Doyle (Fußballspieler)
Colin Anthony Doyle (* 12. Juni 1985 in Cork) ist ein irischer Fußballtorhüter.

## Karriere
Colin Doyle kam im Sommer 2001 im Alter von 16 Jahren zur Birmingham City und unterschrieb drei Jahre später seinen ersten Profivertrag. Zu seinem Profidebüt kam er im November 2004 während einer einmonatigen Leihe bei Chester City in der Football League Trophy gegen den AFC Rochdale. Ab Dezember schloss sich bis Saisonende eine weitere Leihphase beim Zweitligisten Nottingham Forest an, wo er hinter Stammtorhüter Paul Gerrard zu vier Pflichtspieleinsätzen kam.
In der Saison 2005/06 weiterhin ohne Einsatzchance für Birmingham, wurde er ab November 2005 an den FC Millwall verliehen und kam dort zu insgesamt 14 Ligaeinsätzen, konnte den Abstieg des Klubs in die Football League One aber nicht verhindern. Birmingham war währenddessen aus der Premier League abgestiegen und mit dem Abgang des bisherigen Ersatztorhüters Nico Vaesen rückte Doyle zur „Nummer 2“ hinter Maik Taylor auf. Doyle gab sein Pflichtspieldebüt für Birmingham im League Cup der Saison 2006/07 bei einem 1:0-Erfolg über Shrewsbury Town und kam vier Tage später auch zu seinem Ligadebüt für den Klub. Im Februar 2007 verdrängte er Taylor aus der Startaufstellung und rechtfertigte seine Aufstellung in den folgenden Wochen mit zahlreichen überzeugenden Leistungen, Höhepunkt war ein 3:2-Erfolg gegen die Wolverhampton Wanderers, als er in der Nachspielzeit einen Elfmeter parierte. Am Saisonende belegte Doyle mit Birmingham den zweiten Tabellenrang und stieg damit wieder in die Premier League auf. Die Leistungen des vielfachen Juniorennationalspielers blieben auch dem irischen Nationaltrainer Steve Staunton nicht verborgen und so kam Doyle am 22. Mai 2007 in einem Freundschaftsspiel gegen Ecuador im Giants Stadium von New York (Endstand 1:1) zu seinem Debüt in der irischen Nationalmannschaft.
Zum Start der Premier-League-Saison 2007/08 setzte Trainer Steve Bruce zunächst auf Doyle, nach nur einem Punkt aus den ersten drei Partien und einigen Unsicherheiten erhielt allerdings der erfahrenere Taylor wieder den Vorzug und Richard Kingson wurde an den folgenden Spieltagen für die Ersatzbank nominiert. Doyle kam in der Folge nur noch sporadisch in den Pokalwettbewerben zum Einsatz, auch nach dem direkten Wiederabstieg kam er hinter Taylor kaum zu Einsatzzeit. Mit der leihweisen Verpflichtung von Joe Hart zur Premier-League-Spielzeit 2009/10 war Doyle hinter Hart und Taylor nur noch „Nummer 3“ in der Torhüterhierarchie, eine Situation die durch die Verpflichtung von Ben Foster zur Saison 2010/11 unverändert blieb. Am 10. August 2010 wurde Doyle an Coventry City verliehen und kam umgehend im League Cup zum Einsatz. Sein Aufenthalt bei Coventry endete bereits am folgenden Tag, da Doyle wegen einer Verletzung Fosters von Birmingham zurückbeordert wurde.